# Kustaw Bessems

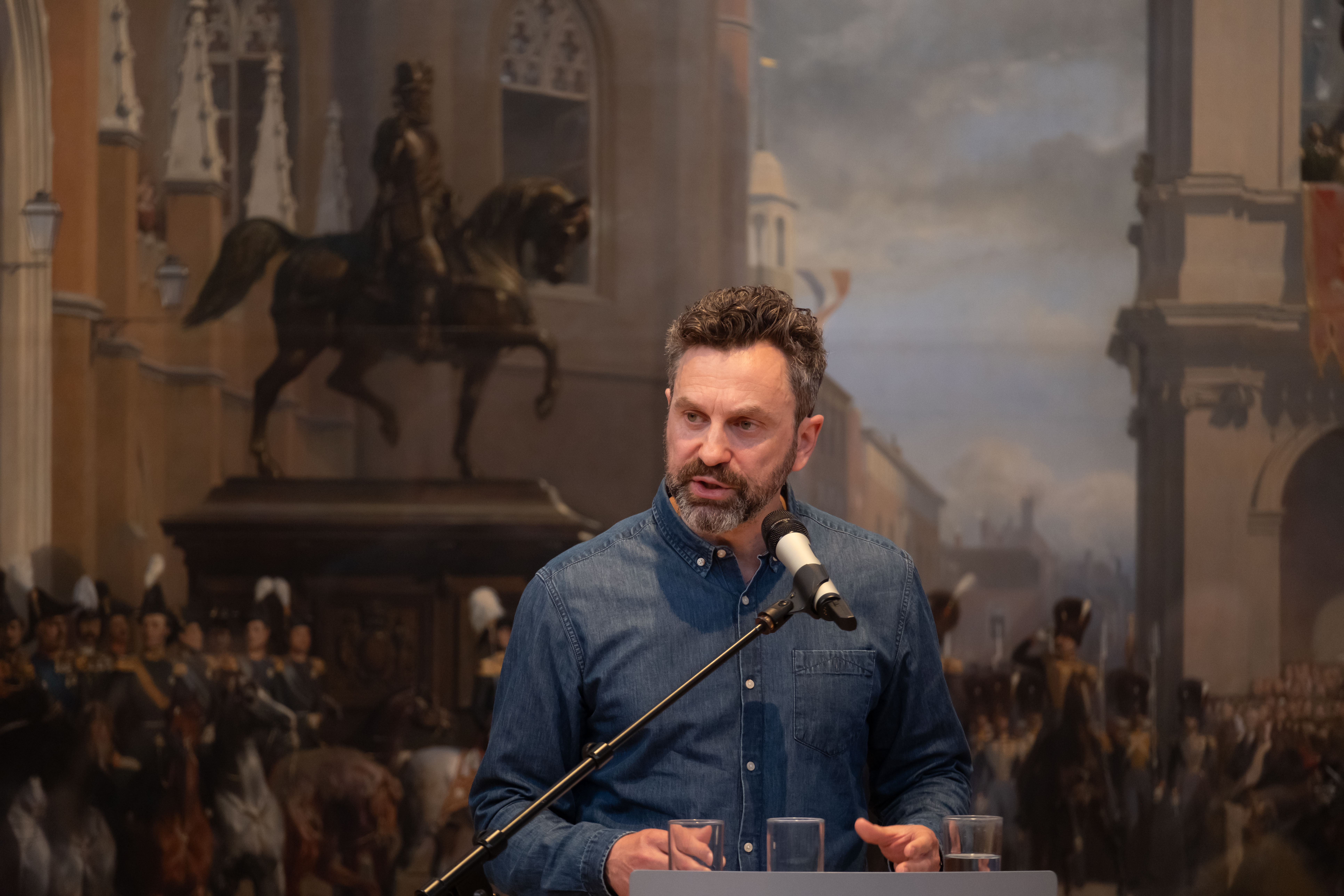
Kustaw Bessems als spreker bij de Week van de Rechtstaat

Kustaw Bessems (Rotterdam, 13 februari 1977) werkte als journalist bij de Volkskrant en is er nog columnist en daarnaast tevens vanuit een klein bureau adviseur overheden. 
Na zijn studie geschiedenis aan de Universiteit van Amsterdam was Bessems van 1999 tot 2006 redacteur bij Trouw, waar hij zich specialiseerde in onder meer integratievraagstukken. Van 2006 tot 2012 was hij werkzaam bij het gratis dagblad De Pers. Daarnaast publiceerde hij in 2006 het boek En dat in Nederland. De roerige jaren sinds 11 september over mensen die proberen een bestaan op te bouwen in multi-etnisch Nederland. Eerder schreef hij het boek Er leven niet veel mensen meer. Wim Kan en de komst van de Japanse keizer, over de protesten tegen het bezoek van de Japanse keizer Hirohito aan Nederland in 1971, waarvoor cabaretier Wim Kan zich erg inspande. In 2004 kreeg hij de Zilveren Zebra. In 2005 kreeg hij Het Gouden Pennetje, voor journalistiek talent onder de dertig. Vanaf 2012 werkt hij bij de Volkskrant, sinds 2019 als verslaggever en columnist.
Vanaf oktober 2011 presenteert Bessems maandelijks een late night Talkshow "Goed Gedrag" in De Balie in Amsterdam.
Sinds 2021 brengt Bessems voor de Volkskrant de podcast Stuurloos . 